# Croatia Open
Die Croatia Open sind offene internationale Meisterschaften von Kroatien im Badminton. Sie wurden erstmals 2022 ausgetragen. Die Titelkämpfe gehören dem BE Circuit an. Bereits seit 1999 werden die Croatian International ausgetragen.

## Die Sieger
| Saison    | Herreneinzel      | Dameneinzel       | Herrendoppel                           | Damendoppel             | Mixed                 |
| --------- | ----------------- | ----------------- | -------------------------------------- | ----------------------- | --------------------- |
| 2022      | Justin Hoh        | Vũ Thị Anh Thư    | Donovan Willard Wee Howin Wong Jia Hao | Lui Lok Lok Ng Shiu Yee | Jonty Russ Sian Kelly |
| 2023 2024 | nicht ausgetragen | nicht ausgetragen | nicht ausgetragen                      | nicht ausgetragen       | nicht ausgetragen     |